# 社会主義人民党
社会主義人民党 （しゃかいしゅぎじんみんとう、社会民衆党とも、デンマーク語: Socialistisk Folkeparti、略称SF）は、デンマークの左翼政党、環境政党である。

## 概要
1959年、デンマーク共産党に対するソ連からの干渉に反対する、ラルセン議長 を中心とするグループが同党から分裂して1959年に結成した。イデオロギーとして大衆運動、市民運動をベースにしている。他に政策として目立つのは環境問題、所得格差の問題、反戦平和などである。またグローバルグリーンズのヨーロッパ支部にオブザーバー加盟している。ヴィリー・ソウンダール党首およびオーレ・ゾーン幹事長の主導のもと、社会民主党との共闘路線が敷かれ、来る総選挙においては初の与党入りを目指すべく、目下、左派的イデオロギーの修正作業が行われている。
日本の共産主義政党である日本共産党は、社会主義人民党結成当初は「修正主義」と批判していたが、1982年に西沢富夫副委員長が、1988年に不破哲三副議長(当時)がデンマークを訪問し、SF幹部と会談を持つなど、友好関係を持っており、2004年に行なわれた日本共産党第23回大会開催に際し、デンマーク社会主義人民党はメッセージを送っている

## 党勢

### フォルケティング
2022年の総選挙では15議席を獲得し、選挙前の14議席を維持した。

### 欧州議会
2024年欧州議会議員選挙以来、欧州議会へ3名の議員を送り出している（欧州緑の党とノルディック環境左派同盟にオブザーバー参加、欧州緑グループ・欧州自由連盟に加盟）。

### 地方議会
現在、地方議会では141名の党所属議員がいるほか、1990年代には党員市長も誕生している。